# Okrajno sodišče v Ormožu
Okrajno sodišče v Ormožu je okrajno sodišče Republike Slovenije s sedežem v Ormožu, ki spada pod Okrožno sodišče na Ptuju Višjega sodišča v Mariboru. Trenutna predsednica (2018) je Draga Bočko Žižek.